# Eutettix fulvous
Eutettix fulvous är en insektsart som beskrevs av Hepner 1942. Eutettix fulvous ingår i släktet Eutettix och familjen dvärgstritar. Inga underarter finns listade i Catalogue of Life.